# (2754) Efimov
(2754) Efimov (1966 PD) – planetoida z pasa głównego.

## Odkrycie
Planetoida została odkryta przez Tamarę Smirnową z Naucznyj w dniu 13 sierpnia 1966 roku.

## Orbita
Orbita 2754 Efimov nachylona jest do płaszczyzny ekliptyki pod kątem 5,71°. Na jeden obieg wokół Słońca ciało to potrzebuje 3,33 roku, krążąc w średniej odległości 2,23 j.a. od Słońca. Mimośród orbity dla tego ciała to 0,23.

## Właściwości fizyczne
Efimov ma średnicę ok. 7 km. Jego jasność absolutna wynosi 13,5m. Okres rotacji wyznaczono na 2,4497 godziny.

## Księżyc planetoidy
Astronomowie z różnych obserwatoriów (Carbuncle Hill Observatory, Obserwatorium w Skalnate Pleso, Goat Mountain Astronomical Research Station, Bellatrix Observatory, Shed of Science Observatory, Linhaceira Observatory) donieśli na podstawie obserwacji zmian jasności krzywej blasku 2754 Efimov o odkryciu w towarzystwie tej planetoidy księżyca. Odległość pomiędzy obydwoma składnikami to 12–15 km, a okres orbitalny 14,765±0,01 godziny.
Księżyc ten został tymczasowo oznaczony S/2006 (2754) 1. Ma on wielkość ok. 1,2 km.